# Eupithecia cestatoides
Eupithecia cestatoides är en fjärilsart som beskrevs av Mcdunnough 1949. Eupithecia cestatoides ingår i släktet Eupithecia och familjen mätare. Inga underarter finns listade i Catalogue of Life.